# سیال رئومغناطیسی
سیال رئومغناطیسی (انگلیسی: magnetorheological fluid) یا (MR fluid or MRF) نوعی مایع هوشمند در یک مایع حامل است، که معمولاً نوعی روغن می‌باشد. ذرات مغناطیسی که معمولاً کره یا بیضی‌هایی در مقیاس نانومتر یا میکرومتر هستند؛ که داخل مایعِ حامل معلق‌اند.

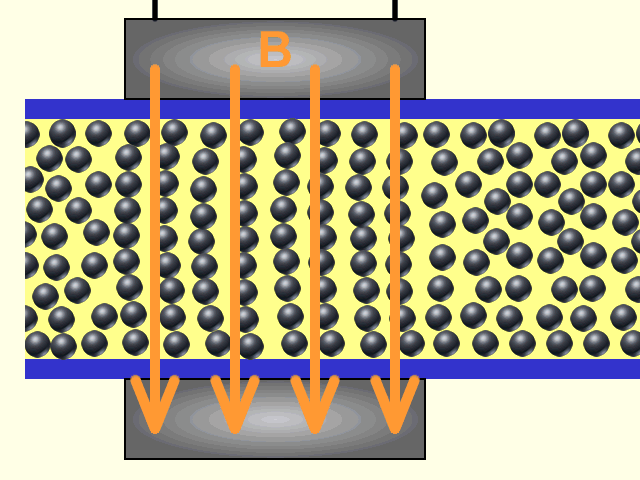
شکل شماتیک سیال مغناطیسی که در پاسخ به یک میدان مغناطیسی خارجی یک لوله را جامد و مسدود می‌کند.

هنگامی که تحت یک میدان مغناطیسی قرار می‌گیرد، سیال به میزان قابل توجهی ویسکوزیته ظاهری آن را تا حد تبدیل شدن به یک جامد ویسکو الاستیک افزایش می‌دهد. تنش تسلیم سیال در حالت فعال("روشن") می‌تواند با تغییر شدت میدان مغناطیسی، به‌طور دقیق کنترل شود. نتیجه این که توانایی سیال در انتقال نیرو می‌تواند با یک آهنربا الکتریکی کنترل شود، که امکان کاربردهای مختلفی مبتنی بر کنترل آن را به‌وجود می‌آورد.

## روش کار
ذرات مغناطیسی که معمولاً کره یا بیضی‌هایی در مقیاس نانومتر یا میکرومتر هستند؛ که داخل مایعِ حامل معلق‌اند و به‌طور تصادفی توزیع می‌شوند.
زمانی که میدان مغناطیسی اعمال شود ذرات خود را در امتداد خطوط شار مغناطیسی تراز می‌کنند.

## روش تهیه
سیالات مغناطیسی یا فروفلویدها، سوسپانسیون‌های کلوییدی از نانو ذرات مغناطیسی هستند که نسبت به میدان مغناطیسی خارجی واکنش نشان می‌دهند. این امر سبب می‌گردد که محل قرار گرفتن این محلول را از طریق به‌کارگیری یک میدان مغناطیسی کنترل نمود. نانو ذرات مغناطیسی Fe3O۴ را می‌توان از طریق مخلوط کردن نمک‌های آهن II و III در یک محلول پایه به دست آورد. برای تهیه این محلول ضروری است که ذرات، اندازه کوچک خود را حفظ کرده و به یکدیگر نپیوندند تا مخلوط به صورت سوسپانسیون باقی بماند. برای این منظور از دسته دیگری از مواد به نام سورفکتانت استفاده می‌شود که مانع نزدیک شدن بیش از اندازهٔ ذرات به یکدیگر می‌گردند. زمانی که یک سیال رئومغناطیسی در مجاورت یک مغناطیس قوی قرار می‌گیرد، تصویری زیبا از ذرات سوزنی به نمایش گذاشته می‌شود.

## رفتار ماده
برای درک و پیش‌بینی رفتار سیال رئومغناطیسی لازم است آن را به صورت ریاضی مدل کرد. این ماده بدون حضور میدان مغناطیس ویسکوزیته کمی دارد و با اعمال میدان مغاطیسی، نیمه جامد می‌شود. این ماده زمانی که در حالت فعال ("روشن") قرار دارد تا نقطه تسلیم (تنش برشی)، دارای ویژگی‌های قابل مقایسه با مواد جامد هست. این تنش تسلیم وابسته به میدان مغناطیسی اعمال شده به سیال است، اما به حداکثر نقطه‌ای می‌رسد که پس از آن، افزایش چگالی شار مغناطیسی دیگر اثری نخواهد داشت، زیرا مایع به‌طور مغناطیسی اشباع شده، بنابراین رفتار یک مایع MR را می‌توان شبیه یک پلاستیک بینگهام (Bingham plastic) دانست.
با این حال سیال MR، دقیقاً از مشخصات پلاستیک بینگهام پیروی نمی‌کند، مثلاً سیال در حالت فعال مانند یک ماده ویسکوالاستیک رفتار می‌کند؛ با یک مدول پیچیده که وابسته به شدت میدان مغناطیسی است. علاوه بر این، رفتار سیال MR در حالت «خاموش» نیز غیر نیوتنی، و وابسته به دما است، اما به اندازه کافی انحراف دارد که مایعات در نهایت برای تجزیه و تحلیل به عنوان یک پلاستیک بینهگام در نظر گرفته شود.
بنابراین مدل ما از رفتار سیال MR در حالت برشی تبدیل می‌شود به:
{\displaystyle \tau =\tau _{y}(H)+\eta {\frac {dv}{dz}},\tau >\tau _{y}}
که {\displaystyle \tau } = تنش برشی؛ {\displaystyle \tau _{y}} = تنش تسلیم ؛ {\displaystyle H} = شدت میدان مغناطیسی ؛ {\displaystyle \eta } = ویسکوزیته نیوتنی ؛ {\displaystyle {\frac {dv}{dz}}} = شیب سرعت در جهت z است.

### مقاومت برشی
مقاومت برشی پایین دلیل اصلی محدودیت کاربرده‌ها است.در صورت عدم فشار خارجی حداکثر مقاومت برشی در حدود 100KPa است. اگر سیال در جهت میدان مغناطیسی فشرده شود و تنش فشاری 2MPa باشد ، مقاومت برشی به 1100KPa افزایش می یابد. اگر ذرات مغناطیسی استاندارد با ذرات مغناطیسی کشیده جایگزین شوند ، مقاومت برشی نیز بهبود می یابد.

### رسوب ذرات
ذرات آهن به دلیل اختلاف چگالی ذاتی ذرات و مایع حامل آنها ، با گذشت زمان از سیستم تعلیق خارج می شوند. میزان و درجه وقوع این یکی از ویژگیهای اصلی است که در صنعت هنگام اجرای یا طراحی MR مورد توجه قرار می گیرد. مواد فعال سطحی یا سورفکتانت‌ها(Surfactant) با اشباع مغناطیسی سیال و در نتیجه حداکثر تنش تسلیم در حالت فعال شده آن، به طور معمول برای جبران این اثر استفاده می شوند.

### سورفکتانت‌های معمول برای سیال رئومغناطیسی
سیال MR غالباً حاوی  سورفکتانت‌ها هستند ، اما به آنها محدود نمی شوند:
- اسید اولئیک
- تترامتیل‌آمونیوم هیدروکسید
- سیتریک اسید
- لسیتین

این سورفکتانت‌ها به منظور کاهش میزان رسوب ذرات آهن ، که یکی از ویژگی های نامطلوب سیال MR است ، عمل می کنند. مایع ایده آل MR هرگز ته نشین نمی شود ، اما تولید این مایع ایده آل با توجه به درک فعلی ما از قوانین فیزیک به اندازه تولید ماشین حرکت دائمی غیرممکن است.ته نشینی طولانی مدت با کمک سورفکتانت‌ معمولاً با دو روش حاصل می شود: با افزودن سورفکتانت‌ ها و با افزودن نانو ذرات فرو مغناطیسی کروی.افزودن نانوذرات باعث می شود که ذرات بزرگتر مدت بیشتری معلق بمانند، زیرا نانوذرات غیرقابل حل در اثر حرکت براونی با ته نشینی ذرات بزرگتر، در مقیاس میکرومتر مخالفت می کنند.افزودن یک سورفکتانت‌ باعث می شود که میسل‌ها(Micelle) در اطراف ذرات آهنی تشکیل شوند. یک سورفکتانت‌ دارای سر قطبی و دم غیر قطبی است (یا بالعکس) ، یکی از آنها به ذرات آهن جذب می شود ، در حالی که دم غیر قطبی (یا سر قطبی) به محیط حامل می چسبد ، و یک میسل معکوس یا منظم به ترتیب در اطراف ذره تشکیل می شود.این قطر ذره موثر را افزایش می دهد.دافعه اثرات فضایی(Steric) از تراکم سنگین ذرات، در حالت مستقر آنها جلوگیری می كند ، این امر باعث می شود كه مخلوط كردن مایعات (پخش مجدد ذرات) بسیار سریعتر و با تلاش كمتر انجام شود. به عنوان مثال ، میراگرهای رئومغناطیسی(Magnetorheological damper) در یک چرخه با یک ماده افزودنی سورفکتانت‌ مخلوط می شوند ، اما بدون آنها تقریباً غیرممکن است که دوباره آنها را مخلوط کنید.
در حالی که سورفکتانت‌ها در طولانی شدن سرعت ته نشینی در سیالات MR مفید هستند ، اما به خصوصیات مغناطیسی سیال (به ویژه اشباع مغناطیسی) آسیب می رسانند ، که معمولاً، پارامتری است که کاربران می خواهند به منظور افزایش حداکثری تنش ظاهری، بازده آن را به حداکثر برسانند.این که آیا افزودنی ضد رسوب بر پایه نانو کره باشد یا بر اساس سورفکتانت‌‌ها ، افزودن آنها باعث کاهش چگالی  ذرات آهن در حالت فعال خود می شود،بنابراین کاهش سیال در حالت ویسکوزیته فعال باعث ایجاد، یک مایع فعال "نرمتر" با حداکثر تنش آشکار پایین تر می‌شود.گرچه ویسکوزیته فعال ("سختی" مایع فعال شده) دغدغه اصلی کاربرد‌های سیالات MR است، اما این ماده برای اکثر کاربردهای تجاری و صنعتی آنها یک ویژگی اصلی است بنابراین با در نظر گرفتن ویسکوزیته فعال ، حداکثر بازده تنش آشکار و سرعت ته نشینی مایعات MR باید برقرار شود.

## روش‌های عملکرد و کاربرد‌ها
سیالات MR در سه حالت عملکرد، استفاده می‌شوند.این حالات،حالت جریان،حالت برش و جریان فشار هستند.این عمکرد‌ها بترتیب شامل،جریان مایعات در نتیجه فشار گرادیان(Pressure gradient) بین دو صفحه ثابت،حرکت سیال نسبت به یکدیگر بین دو صفحه و حرکت سیال بین دو صفحه در جهت عمود بر صفحه خود است.در همه موارد ، میدان مغناطیسی عمود بر سطح صفحات است ، به طوری که سیال را در جهت موازی صفحات محدود می کند.

### حالت جریان فشار
کاربردهای این حالت های مختلف بسیار است.با استفاده از حرکت  سیال از طریق کانالهایی که در آنها یک میدان مغناطیسی کنترل شده اعمال می شود ، می توان از حالت جریان در میراگرها و کمک فنرها استفاده کرد. استفاده از حالت برشی به ویژه در کلاچ ها و ترمزها، در مکانهایی که حرکت چرخشی باید کنترل شود ، بسیار مفید است.حالت فشار جریان برای کنترل حرکت‌های کوچک و در مقیاس میلیمتری که نیروهای بزرگی را درگیر می‌کنند مناسب است.این حالت خاص جریان کمترین بررسی را تاکنون داشته است.به طور کلی ، بین این سه حالت عملکرد ، سیالات MR می توانند با موفقیت در طیف وسیعی از کاربردها استفاده شوند. با این وجود محدودیت هایی وجود دارد که ذکر آنها در اینجا ضروری است.

## محدودیت‌ها
اگرچه مایعات هوشمند دارای کاربردهای مفید بسیاری هستند ، اما به دلایل زیر از نظر امکان تجاری سازی محدود هستند:
- چگالی زیاد ، به دلیل وجود آهن ، آنها را سنگین می کند. با این حال ، حجم کم است.
- سیالات با کیفیت بالا، گران هستند.
- سیالات پس از استفاده طولانی مدت ضخیم می‌شوند و نیاز به جایگزینی دارند.
- ته نشینی ذرات (Ferro-particles)  برای برخی کاربردها می‌تواند مشکل ساز شود.
- نمی‌تواند در دما‌های بسیار بالا و پایین کار کند.

همانطور که گفته شد ، کاربرد های تجاری وجود دارند ، اما تا برطرف شدن این مشکلات (به ویژه هزینه ها) کاربرد‌های آن‌ها کم است.

## پیشرفت
مطالعات منتشر شده در اواخر سال 2000 که تأثیر تغییر نسبت ابعاد ذرات فرو مغناطیسی را بررسی می کند ، پیشرفت های زیادی به دست آورده است.سیالات مبتنی بر نانوسیم پس از مشاهده کیفی در طی سه ماه هیچ رسوبی را نشان نمی دهند.این مشاهدات به چگالی کمتر مجموعه،ناشی از کاهش تقارن سیم ها در مقایسه یه کره‌ها و همچنین ماهیت ساختاری شبکه نانوسیم که توسط مفناطش باقی‌مانده (magnetization) ، در کنار هم نگه‌داشته می‌شود، نسبت داده شده است. 
علاوه بر این ، آنها طیف متفاوتی از بارگذاری ذرات غیر از (به طور معمول در هر حجم یا کسر وزنی اندازه گیری می شوند)  سیالات مبتنی بر کره یا بیضوی معمولی  را نشان می‌دهند.سیالات تجاری متعارف، بارگیری معمول 30 تا 90 درصد وزنی را نشان می دهند ، در حالی که مایعات مبتنی بر نانوسیم، آستانه تراوایی 0.5 درصد وزنی را نشان می دهند (بسته به نسبت ابعاد).
آنها همچنین حداکثر بارگذاری 35 درصدی وزنی را نشان می دهند ، زیرا ذرات با نسبت ابعاد بالا هنگام تلاش برای چرخش end-over-end ، در هر حجمی، از حجم جدا شده و همچنین درهم آمیختگی بین ذرات ، و در نتیجه محدودیت زیاد ویسکوزیته آشکار سیالات را بیان می‌کند.این محدوده بارگذاری، مجموعه جدیدی از کاربردهایی که با مایعات معمولی مبتنی بر کره ممکن نبود، امکان پذیر می‌کند. 
مطالعات جدید بر روی سیال رئومغناطیسی دو شکل ( dimorphic )، متمرکز است،که سیالات معمولی مبتنی بر کره هستند و در آنها کسری از کره ها  ، معمولا 2 تا 8 درصد وزنی آن‌ها با نانوسیم جایگزین شده است.این سیالات نسبت به سیالات معمولی میزان رسوب بسیار کمتری دارند و هنوز دامنه بارگذاری مشابه سیالات تجاری معمولی را ارائه می دهد که آنها را در کاربرد های فعلی با قدرت بالا مانند میرایی نیز مفید می کند.همچنین در تنش تسلیم ظاهری، مقدار جایگزینی ذرات 10 درصد پیشرفت داشته است.
روش دیگر برای افزایش عملکرد سیال رئومغناطیسی ، اعمال فشار بر آنها است.در حالت برشی، تنش تسلیم را تا ده برابر و در حالت جریان تا پنچ برابر،می‌توان افزایش داد. همانطور که مدل مغاطیسی-تریبولوژیکی نیمه تجربی که توسط ژانگ (Zhang) و همکاران توصیف شده است، محرک این رفتار افزایش اصطکاک ذرات فرومغناطیسی است.
حتی اگر اعمال فشار، رفتار سیال رئومغناطیسی را بهبود بخشد ، باید توجه ویژه‌ای به مقاومت مکانیکی و سازگاری شیمیایی سیستم آب بندی استفاده شده داشت.

## کاربرد ها
کاربرد‌های‌ سیال MR بسیار گسترده است ، و با هر پیشرفت در پویایی سیال گسترش می یابد.

### مهندسی مکانیک
کاربردهای مختلف میراگرهای رئومغناطیسی(Magnetorheological dampers)، در حال توسعه است. این میراگرها عمدتا در صنایع سنگین با کاربردهایی مانند میرایی(damping) موتور سنگین ، میرایی (damping)صندلی اپراتور / کابین در وسایل نقلیه ساختمانی و موارد دیگر، استفاده می‌شود.
از سال 2006 ، دانشمندان مواد و مهندسان مکانیک در حال توسعه میراگرهای لرزه ای مستقل هستند، که اگر در هر مکانی از ساختمان قرار گیرند ، در فرکانس رزونانس ساختمان عمل خواهند کرد و امواج ضربه‌ای مضر و نوسانات درون سازه را جذب می‌کنند ،  این میراگرها توانایی ساختن  ساختمان‌هایی در برابر زلزله را فراهم می‌کند.

### نظامی و دفاعی
دفتر تحقیقات ارتش ایالات متحده در حال حاضر بودجه تحقیق در مورد استفاده از سیالات MR برای تقویت زره بدن را تأمین می کند.در سال 2003 ، محققان اظهار داشتند که پنج تا ده سال تا مقاومت سیال در باربر گلوله فاصله دارند.علاوه بر این ، HMMWV ها و سایر وسایل نقلیه  زمینی از کمک فنرهای دینامیکی MR  یا میراگرها استفاده می کنند.

### نور شناسی
Magnetorheological finishing یک روش پرداخت نوری مبتنی بر مایع مغناطیسی است که کاملاً اثبات شده است و  از آن در ساخت عدسی تصحیح تلسکوپ فضایی هابل استفاده شده است.

### وسایل نقلیه
اگر کمک فنرهای سیستم تعلیق خودرو به جای روغن یا گاز ساده با سیال رئومغناطیسی پر شوند و کانالهایی که به سیال میراگر اجازه می دهد که بین دو محفظه جریان داشته باشد، با آهنرباهای الکتریکی احاطه شده باشد،ویسکوزیته سیال و  فرکانس بحرانی دمپر ، بسته به ترجیح راننده یا وزنی که توسط وسیله نقلیه حمل می شود ،یا  به منظور ایجاد کنترل پایدار در شرایط  متفاوت جاده‌ای ، می‌تواند به صورت پویا متنوع باشد.این در حقیقت یک میراگر رئومغناطیسی (magnetorheological damper)است.به عنوان مثال ، سیستم تعلیق فعال MagneRide اجازه می دهد تا فاکتور میرایی، یک بار در هر میلی ثانیه با به شرایط تنظیم شود.جنرال موتورز (با مشارکت شرکت دلفی) این فناوری را برای کاربردهای خودرو توسعه داده است.اولین بار در هر دو مدل کادیلاک (تاریخ ساخت Seville STS در تاریخ 15/1/2002 یا بعد از آن با RPO F55) به عنوان "مگنرید" (یا "MR") و خودروهای سواری شورولت (همه کوروت ها از سال 2003 با کد گزینه F55 ساخته شده است) به عنوان بخشی از سیستم درایور، سیستم کنترل سواری انتخابی مغناطیسی (MSRC) در مدل سال 2003 استفاده شده است.سایر تولیدکنندگان ، به عنوان مثال آئودی و فراری؛ MagneRide را در مدل های مختلف ارائه می دهند.جنرال موتورز و سایر شرکت های خودروسازی در تلاشند تا به یک سیستم کلاچ مبتنی بر سیال رئومغناطیسی  برای سیستم های چهار چرخ متحرک دست یابند.این سیستم کلاچ از آهنرباهای الکتریکی برای محکم کردن سیالاتی استفاده می کند که می تواند میل لنگ را در رانشگر یا Drivetrain (وسیله‌ای که نیرو موتور را  به چرخ ها انتقال می‌دهد) قفل کند.
پورشه پایه های موتور رئومغناطیسی را در پورشه GT3 و GT2 2010 معرفی کرده است.پایه های موتور رئومغناطیسی برای کاهش دقیق تر تغییر دنده گیربکس با کاهش حرکت نسبی بین پیشرانه موتور(powertrain) و شاسی / بدنه ، سخت تر می شوند.
از سپتامبر 2007 ، Acura (هوندا) یک کمپین تبلیغاتی که استفاده از فناوری MR را در وسایل نقلیه مسافری تولید شده برای سال 2007 MDX به راه انداخت.

### هوافضا
میراگرهای رئومغناطیسی به عنوان وسایل ایمنی در صورت سقوط، در صندلی های کابین خلبان هلی کوپترهای نظامی و تجاری در دست ساخت هستند. از آنها برای کاهش شوک وارد شده به ستون فقرات مسافران استفاده می شود و در نتیجه میزان آسیب  هنگام تصادف کاهش می یابد.

### اندام مصنوعی
میراگرهای رئومغناطیسی در پاهای مصنوعی نیمه فعال انسان استفاده می شود. به عنوان مثال،دقیقاً مانند مواردی که در هلیکوپترهای نظامی و تجاری استفاده می شود ، دمپر در پای مصنوعی شوک وارد شده به پای بیماران هنگام پریدن را کاهش می دهد.این منجر به افزایش تحرک و چابکی بیمار می شود.

## جستار‌های وابسته
- مواد هوشمند
- فروسیال
- سیال الکترورئولوژیک
- رئولوژی
- رئومتری